# Personaggi di Stargate Atlantis
Questa voce contiene un elenco dei personaggi presenti nella serie televisiva Stargate Atlantis.

## Asgard

### Hermiod
Tecnico Asgard assegnato alla Dedalus come operatore del teletrasportatore Asgard e dell'hyperdrive. Lavora costantemente con l'ingegnere Lindsey Novak e ha l'abitudine di mormorare tra sé e sé nella sua lingua madre. Scomparirà assieme alla sua razza nella decima stagione di Stargate SG-1, dopo che gli Asgard consegnano la loro conoscenza e storia ai Terrestri.

## Asurani

### Oberoth
Oberoth è il capo dei Replicanti creati dagli Antichi per distruggere i Wraith, ritiene di non avere interesse in un'alleanza con i Terrestri, che li ritiene una minaccia, e tenta più volte di impadronirsi di Atlantide o di distruggerla definitivamente. Sarà a bordo della nave spaziale-città (come Atlantide) quando essa si autodistruggerà. In seguito verrà rigenerato dagli altri Replicanti e riterrà Atlantide un bersaglio primario da distruggere.

### Niam
Niam è un Replicante che tenta di aiutare la squadra di Atlantide a distruggere i propri simili. Egli ritiene che il loro vero scopo sia l'ascensione, proprio come i loro padri, gli Antichi. Convince Oberoth a non uccidere la squadra di Atlantide e fugge con loro. Quando gli altri Replicanti scoprono il suo tradimento lo resettano e la squadra è costretta a sganciarlo nello spazio aperto. Per fermare l'invasione di Atlantide da parte degli Asurani, la squadra recupera il suo corpo dallo spazio per ottenere i codici di controllo dei Replicanti. Quando inaspettatamente Niam si risveglia McKay è costretto a disintegrarlo con un'arma Anti-Replicante.

## Athosiani

### Halling
Athosiano del villaggio di Teyla, con molta influenza sul popolo e padre di Jinto. Halling è l'Athosiano che conduce la squadra del maggiore Sheppard al suo villaggio dove incontreranno Emmagan. Haling, in seguito, sarà uno degli Athonsiani catturati dai Wraith e tratti in salvo su Atlantide dallo stesso Sheppard. Sempre Halling chiederà alla dottoressa Weir di poter cominciare i preparativi per la probabile morte di Emmagan, richiesta per altro rifiutata. Dopo un diverbio con i membri della spedizione, Halling informa la dottoressa Weir della decisione presa dagli Athosiani di abbandonare Atlantide. Halling verrà catturato da Michael assieme ad altri Athosiani ma verranno liberato dalla squadra di Atlantide.

### Kanaan
Kanaan è un Athosiano che ha vissuto con Teyla l'intera infanzia. Solo di recente però i due si sono innamorati e dal loro amore è nato un figlio, desiderato da Michael per completare i suoi esperimenti. Kanaan sarà trasformato in un ibrido umano-Wraith da Michael. Solo Teyla riesce a risvegliare la sua vera natura in modo che egli possa aiutarla a fuggire dalla nave di Michael assieme alla squadra di Atlantide. Kanaan sarà ritrasformato in umano dal retrovirus creato dal dottor Beckett ma sarà obbligato a rimanere sulla terraferma, con il resto degli Athosiani, senza poter entrare ad Atlantide.

### Jinto
Bambino Athosiano del villaggio di Teyla, figlio di Halling. Amico di Wex, sarà con lui quando incontra la squadra della spedizione di Atlantide e la conduce dal padre. Giocando con Wex attiverà un trasportatore di Atlantide che lo condurrà in un laboratorio dove rilascerà accidentalmente una creatura intrappolata dagli Stargate. Sarà compito del maggiore Sheppard risolvere la situazione e riportare Jinto dal padre.

### Wex
Bambino Athosiano del villaggio di Teyla. Grande Amico di Jinto, sarà con lui quando i due incontrano la spedizione di Atlantide e quando Jinto libererà la massa oscura intrappolata su Atlantide.

### Charin
Charin è un'anziana Athosiana che fece da madre a Teyla. Molto anziana e debole, il dottor Beckett dovette impiantare un peacemaker nel suo cuore per permetterle di vivere ancora un po' di tempo. La donna spirò comunque tempo dopo e le ultime parole per Teyla furono: "Il nostro viaggio comincia".

## Genii

### Cowen
Cowen è il capo del popolo dei Genii. Inizialmente si accorda con Atlantide per un'alleanza militare contro i Wraith, dopo che il maggiore Sheppard e il dottor McKay scoprono un bunker Genii segreto. In seguito si accordano per rubare delle informazioni ai Wraith, ma Cowen ricatta Atlantide per avere delle armi per poter combattere i Wraith. Questo tentativo, però, viene sventato dal maggiore Sheppard, che aveva previsto un tradimento. Cowen in seguito ordinerà al comandante Acastus Kolya di assaltare Atlantide nonostante i suoi uomini non fossero adeguatamente pronti. Cowen tenterà inoltre di ottenere il gene ATA, rapendo la squadra del maggiore Lorne. Nel frattempo manderà Ladon Radim su Atlantide, il quale farà credere alla spedizione su Atlantide che Radim stesso è il pianificatore di un colpo di stato ai danni di Cowen. Il suo vero scopo però era quello di attirare la squadra di Sheppard in una trappola. In realtà Radim attuerà davvero un colpo di stato contro Cowen, uccidendolo con un'esplosione nucleare nel suo covo segreto. Radim diviene così il capo dei Genii.

### Acastus Kolya
Acastus Kolya è un capo militare del popolo dei Genii. Guiderà la squadra che tenterà di impadronirsi di Atlantide ma verrà fermato dal maggiore Sheppard, che diverrà il suo acerrimo nemico per tutta la serie. I due si rincontrano quando Kolya cattura la squadra di Sheppard, i quali riescono a liberarsi e nello scontro finale Sheppard risparmia la vita a Kolya promettendogli che non sarebbe stato così clemente la volta successiva. In seguito Kolya, che si pensava fosse morto, rapirà Sheppard per scambiarlo con Radim e prendere il controllo dei Genii. Sheppard riesce a liberarsi e promette nuovamente a Kolya che lo avrebbe ucciso se si fossero incontrati un'altra volta. I due si incontreranno nuovamente per l'ultima volta, dopodiché Sheppard lo ucciderà. Kolya apparirà nell'ultima stagione ma si rivelerà solo un'allucinazione provocata da una tecnologia aliena.

### Ladon Radim
Inizialmente Ladon Radim fu un sottoposto di Kolya durante l'assalto ad atlantide. Radim controllava la postazione di controllo dello Stargate e Sheppard lo stordì per attivare lo scudo dello Stargate ed uccidere 55 Genii in arrivo. Radim contatto Atlantide per scambiare uno ZPM in cambio di armi contro Cowen. Le sue vere intenzioni si rivelarono quando la squadra di Sheppard venne catturata. Dopo che il dottor Beckett curò la sorella di Radim, egli rivelerà che ha realmente pianificato un colpo di stato e libererà la squadra di Sheppard prima di uccidere Cowen con un'esplosione nucleare. Prenderà così il controllo dei Genii. Radim aiuterà a trovare Sheppard quando Kolya lo rapirà per ottenere il controllo della sua gente e offrirà a Teyla e Ronon un posto dove stare quando i due vengono mandati via da Atlantide da un gruppo di Antichi che prende il controllo della città.

### Sora
Sora è un soldato Genii e un'amica di Teyla. Durante la missione per ottenere informazioni da una nave Wraith, la squadra di Sheppard è costretta a lasciare il padre di Sora sulla nave e lei accuserà Teyla della sua morte. Sora fa parte del gruppo di Genii che attaccherà Atlantide. Sapendo che Teyla è nella città, Sora cerca di vendicare la morte del padre. Teyla la sconfigge in duello ma si rifiuta di ucciderla.

## Tau'ri

### Abrams
Abrams è uno degli scienziati che assieme al dottor Brendan Gall, a Rodney McKay e a John Sheppard fu inviato a studiare un satellite degli Antichi, scoperto dai sensori di Atlantide. Quando lui e Gall vanno con Sheppard ad esaminare una navi da rifornimento dei Wraith, i due scienziati incontrano un Wraith appenasi svegliato che scaraventa via Gall e si nutre di Abrams, uccidendolo.

### Bates
Sergente del Corpo dei Marines a capo della sicurezza di Atlantide. Accusa ripetutamente Teyla di tradimento e quando scopre la sua innocenza viene gravemente ferito da un Wraith. Tornato sulla Terra lavorerà per l'IOA e collaborerà ancora con Sheppard e Ronon.

### Dr. Biro
La dottoressa Biro è una patologa della squadra medica del dottor Beckett. Eseguì l'autopsia su un paziente ucciso dai nanovirus, fece parte della riunione fra dottori per trovare una cura per il colonnello Sheppard e si vide anche quando il dottor Beckett perse la vita.

### Katie Brown
Botanica nella missione Atlantis, che ebbe un appuntamento con Mckay. Entrambi provarono un interesse reciproco per diverso tempo, finché decisero di interrompere il loro legame.

### Laura Cadman
Tenente dei Marines esperta in esplosivi. Viene smaterializzata da un Dardo Wraith e per un po' dovrà convivere con McKay nel suo stesso corpo prima di tornare nel suo. Aiutò a scoprire un sabotaggio effettuato dal NID su Atlantide.
Ebbe una breve relazione con il dottor Beckett.

### Steven Caldwell
Il Colonnello Steven Caldwell è un ufficiale della Air Force interpretato da Mitch Pileggi nella serie televisiva Stargate Atlantis.
È il comandante della nave da battaglia terrestre Daedalus, e compare per la prima volta nella stagione 2 in L'assedio, parte III. Caldwell è un personaggio ricorrente.
A differenza del Colonnello Dillion Everett, Caldwell non ha tentato di sollevare Elizabeth Weir dal comando ed è soddisfatto della attuale catena del comando. Soltanto una volta ha assunto il comando di Atlantide, quando sia la dottoressa Weir che il colonnello Sheppard erano sotto l'effetto di entità aliene. Caldwell venne posseduto da un Goa'uld del NID, ma venne liberato per mezzo di una tecnologia Asgard.

### Chuck
Chuck è il tecnico responsabile del controllo dello Stargate su Atlantide, dopo la morte di Peter Grodin.

### Corrigan
Corrigan è un antropologo della squadra di Stackhouse. Durante una missione comincerà a tradurre dei simboli su delle antiche rovine ma un attacco dei Wraith lo costringe a lasciare il pianeta dove stava lavorando con la sua squadra.

### Everett Dillon
Colonnello dei Marines sottoposto al trattamento per ricevere il gene degli Antichi. Fu mandato su Atlantide dalla Terra per aiutare la spedizione a fermare l'attacco dei Wraith. Durante la battaglia un Wraith si nutrì di lui ma non morì. Fu poi rimandato sulla Terra.

### Abraham Ellis
Colonnello della U.S.A.F. e ufficiale comandante dell'Apollo. La prima missione del colonnello è di monitorare una nave Ori nei pressi della Terra. In seguito verrà inviato nella galassia di Pegaso per aiutare Atlantide contro i Replicatori Il colonnello e la sua nave combatterà con una flotta di navi di diverse razze (unite nello stesso fronte) contro i Replicatori.

### Aiden Ford
Il tenente Ford ama dare nomi alle cose, John Sheppard invece rifiuta di accettare i nomi che lui inventa. Questo porta a una rivalità leggera quando qualcosa ha bisogno di un nome. Aiden ha "vinto" la gara quando si era trattato di dare un nome al pianeta Atlantica, un suggerimento che fece quando John e lui stavano facendo un viaggio di ricognizione del pianeta.
Quasi un anno dopo, durante la battaglia di Atlantis, venne attaccato da un Wraith e quasi ucciso. Quando venne trovato di nuovo, un Wraith aveva già cominciato a nutrirsi di lui. Nel processo il suo corpo ricevette una grande dose di enzima, che i Wraith iniettano nelle vittime per farle rimanere vive. Da allora, è diventato dipendente dalla sostanza. La ricerca di altro enzima lo ha portato a lasciare Atlantis, cercando Wraith da solo in modo che possa ucciderli e procurarsi l'enzima in quantità.
Forma un esercito di drogati di enzima Wraith per poter combattere più efficacemente i Wraith. Nella seconda stagione di Stargate Atlantis rapisce la squadra del colonnello Sheppard per, insieme ai suoi compagni, distruggere una nave alveare Wraith.

### Brendan Gall
Dottore britannico nella spedizione Atlantis.

### Peter Grodin
Tecnico civile britannico nella missione Atlantis perito nel tentativo di distruggere con un satellite degli Antichi le tre navi alveare Wraith dirette verso Atlantide. Infatti, riuscito a distruggere una nave nemica, il laser del satellite andò in sovraccarico e le altre due navi lo distrussero con Grodin ancora a bordo.

### Kate Heightmeyer
Psicologa americana della spedizione Atlantis, aiutò il dottor Beckett a guidare Teyla nella mente del Wraith. Cercò di aiutare il Wraith Michael ad integrarsi e morì gettandosi dall'edificio centrale della città, dopo essere stata impossessata durante il sonno da un'entità aliena.

### Peter Kavanagh
Peter Kavanagh è uno scienziato civile della spedizione su Atlantide. Fu uno degli scienziati che aiutò Sheppard e McKay a salvarsi quando rimasero bloccati con il Jumper nello Stargate attivo. Kavanagh ebbe diversi diverbi con la dottoressa Weir ed inviò un rapporto al generale O'Neill elencando tutti gli errori che secondo lui la dottoressa aveva commesso fin da quando era stata mandata su Atlantide. In seguito se ne andrà da Atlantide ma comparirà più volte nella serie, spesso come membro della Daedalus.

### Dave Kleinman
Kleinman è un capitano della Daedalus.

### Frank Levine
Frank Levine è un ufficiale dell'aviazione imbarcato sulla Daedalus. Viene visto nuovamente mentre conduce Ronon Dex ferito in infermeria, come capitano appena promosso e come pilota di un Jumper.

### Evan Lorne
Maggiore della USAF, Evan Lorne viene mandato su Atlantide dopo l'attacco dei Wraith. Lorne possiede il gene ATA, il cui origine è sconosciuto, ma può così pilotare i Jumper. In un universo parallelo Lorne copre il ruolo di Generale dell'SGC, e in un altro universo parallelo e il comandante dell'SG-1.

### Markham
Sergente dei Marines in possesso del gene ATA, sarà il pilota che rimarrà smaterializzato all'interno dello Stargate mentre il Jumper è incastrato nell'orizzonte degli eventi. Markham morirà difendendo la città dai dardi Wraith.

### Miller
Il tenente Miller è un pilota di Jumper, visto la prima volta mentre riportava su Atlantide il Dr. McKay e il Dr. Grodin.. Appare anche in La riunificazione.

### Jeannie Miller
Jeannie Miller è la sorella minore di McKay (anche nella realtà i due attori sono fratello e sorella) che preferì avere una famiglia che avere una carriera di brillante scienziata quale è. Questa scelta portò alla rottura dei legami tra Jeannie e il fratello per cinque anni, fino a quando la Spedizione Atlantide (e quindi McKay) non ha bisogno di lei per risolvere un problema con gli universi paralleli. Sarà l'occasione per i due per fare pace.
Jeannie Miller ricorrerà più volte nelle stagioni seguenti.

### Lindsey Novak
Lindsey Novak è un ingegnere che a bordo della Daedalus lavora assieme all'Asgard Hermiod.

### Simpson
La dottoressa Simpson è uno scienziato civile che contribuì con la componente scientifica della spedizione a salvare gli uomini a bordo del Jumper intrappolato in uno Stargate attivo.

### Stakhouse
Sergente dei USMC, Stakhouse fa parte della squadra del colonnello Sheppard, al quale fornire un diversivo mentre il colonnello libera i prigionieri dei Wraith. Stakhouse era in pattugliamento quando un'entità che si nutriva di energia attacca il tenente Ford.. Stakhouse è uno degli uomini intrappolati nell'orizzonte degli eventi in 38 minuti ed appare per l'ultima volta quando viene incaricato di trovare un luogo sicuro per il Sito Alpha.

### Marshall Sumner
Colonnello a capo della spedizione Atlantis nei primi due episodi. Viene ucciso dai Wraith, e il Mag. Sheppard prende il suo posto come capo militare della spedizione.

### Alicia Vega
Alicia Vega è un capitano dell'USMC che salverà delle vittime di Atlantide finite sotto le macerie di un edificio su M2S-445. Verrà uccisa da uno degli esperimenti malriusciti di Michael.

## Wraith

### Bob
Bob il Wraith è un personaggio immaginario della serie televisiva di fantascienza Stargate Atlantis. Come la maggior parte dei Wraith visti nella serie, è interpretato da James Lafazanos, che ha anche coperto il ruolo di altri Wraith (come Steve).
Questo Wraith venne chiamato "Bob" nella stessa maniera in cui John Sheppard aveva dato il nome "Steve" ad un altro della sua specie, che si era rifiutato di rivelare il proprio vero nome. 
Bob pilotò una dardo wraith in missione su Atlantis durante l'assalto dei Wraith (episodio "The Brotherhood").
Su Atlantis, Bob riuscì a ferire gravemente il Sergente Bates e cominciò ad apparire nei sogni di Teyla Emmagan, nei quali vide sé stessa come Wraith. Non si sa se questo accada per l'uso volontario dei poteri telepatici di Bob o perché stesse avendo un incubo. Bob riuscì a nascondersi in Atlantis per due settimane. Bob venne scoperto quando i sensori biometrici di Atlantis vennero calibrati per rilevare la presenza di Wraith.
Quando venne scoperto, Bob attaccò il maggiore John Sheppard con il suo fucile stordente. Il suo piano di nutrirsi di Sheppard venne sventato dall'arrivo del Tenente Aiden Ford, che stordì il Wraith. Bob venne portato in cella e interrogato. Si rifiutò di rivelare qualunque informazione riguardante la sua missione, la flotta Wraith, e persino il suo nome. Teyla tentò un contatto telepatico con Bob, che rispose introducendosi nella mente della donna. Sheppard dovette sparare diverse volte al Wraith, che non riuscì a rigenerarsi (forse perché non si era nutrito da molto tempo) e morì (episodio "L'assedio", parte 1).

### Ellie
Ellie è un Wraith trasformata in umana. Appare nella seconda stagione, Ellie e interpretata da Jewel Staite.

### Michael
Michael Kenmore è un Wraith che sottoposto ad una cura sperimentale viene ritrasformato in umano. La trasformazione è però temporanea, se dovesse smettere di assumere l'antidoto ritornerebbe in parte Wraith. Michael scopre la verità e fugge da Atlantide riunendosi alla sua gente e ridivenendo un Wraith. Rifiutato dalla sua gente, Michael decide di creare il proprio esercito mescolando il DNA umano con quello dell'insetto iratus, creando così un ibrido ed uccidendo migliaia di umani negli esperimenti. Sarà Michael a liberare il virus degli Hoffan per uccidere i Wraith e a catturare gli Athosiani per i suoi esperimenti. In seguito alla distruzione della sua nave da parte della Daedalus, viene creduto morto ma tenterà di conquistare Atlantide. Verrà definitivamente ucciso da Teyla facendolo volare per decine di metri dalla sala di controllo della città.

### Steve
"Steve" il Wraith è un personaggio immaginario della serie televisiva di fantascienza Stargate Atlantis. Il personaggio è interpretato da James Lafazanos, che ha anche coperto il ruolo di altri Wraith (come Bob).
"Steve" era un comandante dei Wraith incaricato di ritrovare Teyla Emmagan tramite un dispositivo nascosto nella sua collana. Dopo la scoperta la squadra di esplorazione Atlantis sotto il Maggiore John Sheppard mise a punto una trappola per i Wraith, sperando di catturarne uno e interrogarlo; "Steve" fu l'unico sopravvissuto alla trappola (episodio "Suspicion").
"Steve" venne tenuto in una prigione con un campo di forza nella base Atlantis. "Steve" provò a usare allucinazioni telepatiche senza successo per distrarre le guardie.
Il Wraith non rivelò il suo vero nome, quindi Sheppard lo chiamò "Steve" durante l'interrogatorio. Steve morì dopo essere stato esposto a un prototipo di vaccino anti-Wraith (episodio "Poisoning the Well") sviluppato da Carson Beckett e gli Hoffan, cosa che Elizabeth Weir ritenne violasse la convenzione di Ginevra riguardo al trattamento dei prigionieri (episodio "Letters from Pegasus").
John Sheppard spiegò il motivo dell'esperimento affermando che il Wraith avrebbe mangiato gli attendees se fossero stati presenti. Weir venne convinta ad usare Steve nell'esperimento. Steve non riuscì a nutrirsi del soggetto del test, ma il vaccino causò una reazione tossica nel Wraith, facendo fermare i suoi organi interni e uccidendo Steve.

### Todd
Todd è un Wraith (il nome gli sarà dato durante la quarta stagione) usato da Kolya per cibarsi di Sheppard. Todd e Sheppard si accorderanno per fuggire assieme da Kolya. Todd proporrà un'alleanza ad Atlantide per combattere con i Replicanti e sarà costretto a collaborare con la Spedizione sui codici dei Replicanti. Verrà rilasciato solo quando convincerà altre navi-alveari Wraith a combattere con Atlantide contro i Replicanti. In una realtà parallela, Todd morirà combattendo a fianco di Ronon, permettendo alla squadra comandata da Ronon di fuggire. I due moriranno nella seguente esplosione del laboratorio di Michael.

## Altri

### Larrin
Larrin è il leader dei Viaggiatori, un gruppo di persone che ha deciso di vivere su navi spaziali per fuggire ai Wraith. Inizialmente ostile, Larrin cattura Sheppard per obbligarlo a far funzionare un'antica nave degli Antichi, (classe Aurora), con il suo gene ATA. Respinto un attacco dei Wraith, si crea un sentimento di rispetto tra Larrin e Sheppard. Larrin impiegherà la sua nave nella battaglia contro i Replicanti, assieme a Tau'ri e Wraith.

### Lucius Lavine
Lucius Lavine è un umano della Galassia di Pegaso. La squadra del colonnello Sheppard lo incontra la prima volta su un pianeta dove è adorato come un eroe, trovandolo inizialmente irritante. In seguito Sheppard e Beckett scoprono il segreto di Lucius e il dottore realizza un antidoto all'effetto che le sue erbe provocano agli altri. La squadra di Atlantide lo incontra nuovamente su un pianeta dove Lucius usa un congegno di invulnerabilità per fare la parte dell'eroe, sconfiggendo dei mercenari Genii pagati da Lucius stesso per fare i criminali. Tutto precipita con l'arrivo di Kolya. Quest'ultimo viene ucciso da Sheppard con l'aiuto di Lucis al quale il colonnello concede di tenere il congegno senza dirgli che il suo potere era quasi esaurito.